# Scarabeo 9
Le Scarabeo 9 est un navire de forage semi-submersible en eau profonde de 6ème génération (ultra-deep water drillship en anglais). Il appartient au plus grand fournisseur de services offshore italien Saipem, ancienne filiale de la société énergétique Eni. Cette plate-forme de forage autopropulsée à positionnement dynamique qui a été construit entre 2008 et 2011 par le chantier naval de Singapour Keppel Corporation, navigue sous le pavillon de complaisance des Bahamas, enregistré au port de Nassau.
Scarabeo 9 est l'une des plus grandes plates-formes de forage offshore au monde. Elle est capable de fonctionner à une profondeur d'eau allant jusqu'à 11.800 pieds (environ 3.600 mètres) et peut effectuer des forages jusqu'à plus de 15.200 mètres (49.900 pieds). Ces opérations de forage est deux fois supérieure à celle de Deepwater Horizon. Son équipement de forage a été fourni par la société d'ingénierie norvégienne Aker Solutions. Il est aussi équipé de 2 grues.

## Construction et livraison
Scarabeo 9 a été commandé par Frigstad Offshore, une société de services de gestion de plates-formes de forage offshore basée à Singapour. À cette fin, une société de projet spécial Frigstad Discoverer a été créée en 2006. Le nom original du navire a été décidé pour être Frigstad Oslo. En 2007, la société de projet a été acquise par la société italienne d'ingénierie et de services offshore Saipem et il a été décidé de renommer la plate-forme Scarabeo 9 .
.

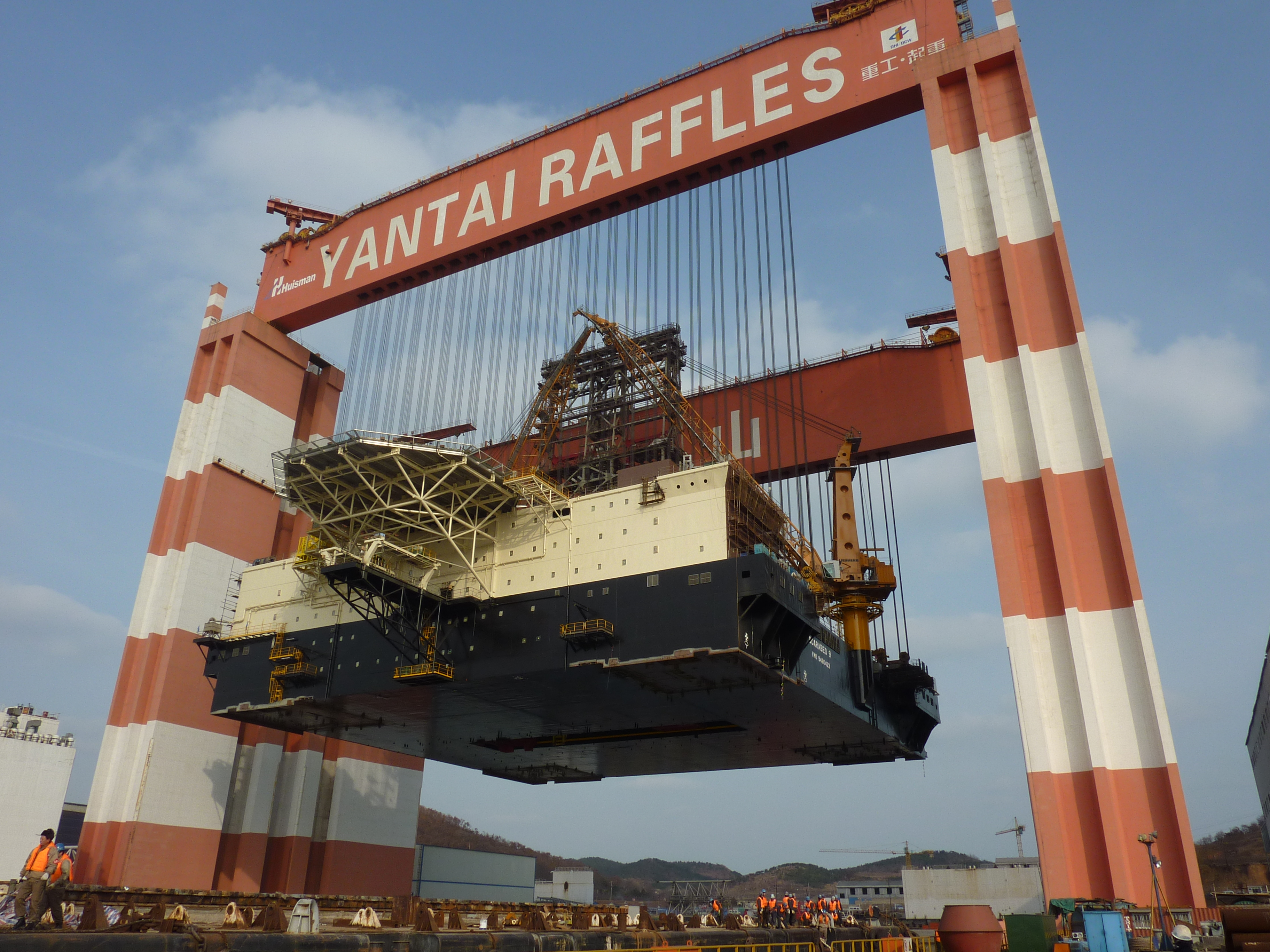
La grue Taisun du chantier naval de Yantai Raffles tient la caisse de pont de 17.100 tonnes de Scarabeo 9

La construction de la plate-forme a coûté 750 millions de dollars américains . Elle a été construite au chantier naval chinois Yantai CIMC Raffles Shipyard (en) à Yantai. Le contrat a été signé le 5 avril 2006, la quille a été posée le 1er avril 2008 et à l'origine la construction devait être achevée en septembre 2009 .  Après plusieurs retards au chantier naval de Yantai Raffles, il a été expédié au chantier naval Keppel Corporation à Singapour pour l'achèvement final en 2010.  La raison des retards était liée à un certain nombre de commandes exécutées simultanément au chantier naval Yantai Raffles. La modification des chantiers navals a entraîné un coût supplémentaire compris entre 70 et 100 millions de dollars EU. Le chantier naval SembCorp Marine (en) de Singapour a également participé aux travaux d'achèvement .
La plate-forme a été livrée à Saipem le 25 août 2011. Lors de son voyage inaugural à Cuba, Scarabeo 9 a été escortée autour du cap de Bonne-Espérance par le remorqueur Fairmount Glacier appartenant à Fairmount Maine. 

### Hébergement et pont d'hélicoptère
Le module d'habitation peut accueillir jusqu'à 200 personnes. Le logement est conforme aux normes de sécurité internationales et la plate-forme  été décrite par les sources de l'industrie comme "la dernière technologie pour les opérations de forage en eau profonde". L'hélisurface est autorisée pour les hélicoptères de type Mil Mi-8, Sikorsky S-61 et EH 101 Boeing CH-47 Chinook.

## Respect de l'embargo contre Cuba
La plate-forme a été spécialement conçue pour le forage dans les eaux de Cuba  Elle est conforme à l'Embargo des États-Unis contre Cuba, qui limite la quantité de technologie américaine qui peut être utilisée dans les équipements utilisés là-bas, car moins de 10% de ses pièces sont de fabrication américaine. L'agence de presse Reuters a rapporté que seul l'obturateur anti-éruption de Scarabeo 9 est fabriqué aux États-Unis. C'est l'un des dispositifs les plus critiques pour le contrôle des puits pendant le forage en mer car le dysfonctionnement de l'obturateur d'éruption était l'une des raisons de l'explosion de Deepwater Horizon.n Cependant, en raison de l'embargo américain, le fabricant d'équipement d'origine n'est pas autorisé à fournir des pièces de rechange ou des articles de réparation pour l'obturateur anti-éruption. 
En route vers Cuba, à Trinidad, Scarabeo 9 a été inspecté par l'United States Coast Guard et le Département de l'intérieur des États-Unis (Bureau of Safety and Environmental Enforcement (en)). Selon la déclaration du Bureau of Safety and Environmental Enforcement, le navire est généralement conforme aux normes internationales et américaines existantes.

## Opération
Scarabeo 9 a foré son premier puits sur laprospection de Jagüey Grande dans le bassin nord de Cuba pour Repsol au début de 2012. Le fournisseur d'intervention immédiate sur puits et d'autres services sous-marins liés aux puits était Helix Energy Solutions Group. 
Après le forage pour Repsol, Scarabeo 9 a été engagé pour forer pour Petronas et Gazprom Neft sur le champ Catoche au large de la côte nord de la province de Pinar del Río et pour Petróleos de Venezuela SA sur la prospection de Cabo de San Antonio au large de la côte ouest de Cuba. Repsol a également contracté la plate-forme pour le forage au Brésil.